# Killshot
Killshot è un film del 2008 diretto da John Madden.
È la trasposizione del romanzo omonimo di Elmore Leonard, pubblicato nel 1990 in Italia da Interno Giallo come Il Corvo e riedito nel 2009 da Einaudi con il titolo originale e una nuova traduzione.

## Trama
Carmen e Wayne Colson (Diane Lane e Thomas Jane), una coppia separata, sono testimoni di un violento tentativo di estorsione ai danni del proprietario dell'agenzia immobiliare per cui lavora la donna. Wayne Colson, che casualmente assiste al fatto, sventa l'estorsione malmenando i due criminali: il killer professionista Armand Degas (Mickey Rourke), detto Falco Nero, e il giovane psicopatico Richie Nix (Joseph Gordon-Levitt). Dopo aver denunciato il fatto alla polizia, la coppia viene inserita in un programma federale di protezione. Ma gli ex coniugi Colson non sono affatto al sicuro, perché gli autori della fallita estorsione decidono di mettersi sulle loro tracce per vendicarsi.

## Produzione
Un adattamento cinematografico basato su Il Corvo (1989) di Elmore Leonard era in sviluppo da diversi anni per mano della Miramax dopo che nel maggio 1997 opzionò Nel settembre 2004 John Madden espresse interesse circa il suo coinvolgimento alla regia, a circa un anno di distanza, nel gennaio 2005, la The Weinstein Company confermò il suo ingaggio, incaricando inoltre Hossein Amini di scrivere la sceneggiatura.
La lavorazione si è svolta grosso modo a Toronto, occupando anche Cape Girardeau e il fiume Mississippi, a partire dall'ottobre 2005 per concludersi poco più di un anno dopo nel dicembre 2006.

### Cast
Nell'agosto 2005 furono confermati Diane Lane, Thomas Jane e Mickey Rourke nei ruoli principali, seguiti a ruota, in settembre, da Rosario Dawson e Joseph Gordon-Levitt come nuove entrate nel cast artistico.
L'attrice Sandra Bullock era originariamente stata considerata per la parte poi andata a Diane Lane; mentre John Travolta, Viggo Mortensen, e Justin Timberlake erano riportati inizialmente per i ruoli poi rispettivamente andati a Rourke, Jane e Gordon-Levitt.

## Distribuzione
Il film era inizialmente previsto per uscire nel circuito cinematografico statunitense il 17 marzo 2006 ma la data fu oggetto di alcuni ritardi che la portarono dapprima a spostarsi di parecchi mesi, al 20 ottobre, e poi al 7 novembre. Infine, con una distribuzione limitata a poche copie, si puntò a indirizzare il film verso il mercato casalingo.